# Municipio de Capital (Dakota del Sur)
El municipio de Capital (en inglés: Capital Township) es un municipio ubicado en el condado de Hutchinson en el estado estadounidense de Dakota del Sur. En el año 2010 tenía una población de 80 habitantes y una densidad poblacional de 0,86 personas por km².

## Geografía
El municipio de Capital se encuentra ubicado en las coordenadas 43°12′45″N 97°41′51″O / 43.21250, -97.69750. Según la Oficina del Censo de los Estados Unidos, el municipio tiene una superficie total de 92.51 km², de la cual 92,51 km² corresponden a tierra firme y (0 %) 0 km² es agua.

## Demografía
Según el censo de 2010, había 80 personas residiendo en el municipio de Capital. La densidad de población era de 0,86 hab./km². De los 80 habitantes, el municipio de Capital estaba compuesto por el 100 % blancos. Del total de la población el 0 % eran hispanos o latinos de cualquier raza.